# 徐廷仁
徐 廷仁（ソ・ジョンイン、서정인、1936年 - 2025年4月14日）は、韓国の小説家。全羅南道の順天出身。

## 略歴
1962年登壇してから、短編小説の美学が際立つ作品を発表して文壇から注目を浴びた。洗練された文体、節制した形式、統一された構成、緻密な性格描写による彼の作品は、それ自体で短編小説の一つの典範として評価されてきた。
彼の初期の作品はその大部分が悲劇的であり、小説の中で描かれた世界は索漠とした重苦しい風景で埋められている。作家は、ここに世俗的な現実と距離をおく話者を登場させて人生の不毛を浮き彫りにした。彼の小説が内容よりも文体がかもし出すもの寂しい雰囲気に圧倒されるのはそのためである。
しかし、後期の作品は、索漠とした現実の中に諧謔と寛容、豊かで人間的な交感を見つけ出している。｢ツツジ祭｣(1983)では、彼の独特の節制美が影を潜め、生き生きとした人物と溌剌とした会話が登場する。また、長編小説｢達宮｣では斬新な形式とパンソリのような民衆的な言語を通して、言語的な実験で読者の慣習的な現実認識に変化を起こさせようと試みている。
全北大学校英語英文学科の名誉教授でもある。2025年4月14日、老衰で死去。享年89。

## 受賞歴
- 1962年、思想界の新人賞
- 1976年、韓国文学作家賞
- 1984年、月灘文学賞
- 1986年、韓国日報創作賞
- 1995年、東西文学賞
- 1998年、第1回 金東里文学賞
- 1999年、第7回 大山文学賞
- 2002年、第14回 怡山文学賞

## 主な作品
- 1976年、『강』(江)[4]
- 1977年、『가위』 (ハサミ)
- 1980年、『토요일과 금요일 사이』(土曜日と金曜日の間)
- 1984年、『벌판』(野原)
- 1986年、『철쭉제』(ツツジ祭)
- 1987~1990年、『달궁』(達宮)
- 1994年、『붕어』(フナ)